# Heathfield, East Sussex
Heathfield är en småstad i grevskapet East Sussex i sydöstra England. Staden ligger i distriktet Wealden, mellan Eastbourne och Royal Tunbridge Wells. Tätorten (built-up area) hade 7 667 invånare vid folkräkningen år 2021.
Heathfield var en civil parish fram till 1990 när blev den en del av civil parishen Heathfield and Waldron. Civil parishen hade 3 244 invånare år 1961.